# Chamaesium novem-jugum
Chamaesium novem-jugum är en flockblommig växtart som först beskrevs av Charles Baron Clarke, och fick sitt nu gällande namn av C.Norman. Chamaesium novem-jugum ingår i släktet Chamaesium och familjen flockblommiga växter. Inga underarter finns listade i Catalogue of Life.